# Aleix Espargaró
Aleix Espargaró Villà (Granollers, 30 de julho de 1989) é um motociclista espanhol, atualmente compete na MotoGP pela equipe Aprilia. É irmão do também piloto de MotoGP Pol Espargaró.

## Carreira
Aleix Espargaró Villà começou a pilotar em 2006. 
É piloto da equipe Aprilia desde 2017.
Aleix conseguiu sua primeira vitória na categoria MotoGP e também a primeira vitória da equipe Aprilia na categoria na temporada 2022.